# Gina Holden
Pour les articles homonymes, voir Holden.
Gina Holden née le 17 mars 1975 à Smithers, en Colombie-Britannique, (Canada) est une actrice canadienne.

## Filmographie

### Cinéma
- 2005 : Les Quatre Fantastiques (Fantastic Four) : la réceptionniste
- 2005 : LTD. : Sam
- 2006 : Agent de stars (Man About Town) : la fringante assistante
- 2006 : Destination finale 3 (Final Destination 3) : Carrie Dreyer
- 2006 : L'Effet Papillon 2 (The Butterfly Effect 2) : Amanda
- 2007 : Aliens vs. Predator 2 : Requiem : Carrie Adams
- 2008 : Planète hurlante 2 (Screamers: The Hunting) : Victoria Bronte
- 2010 : Saw 3D : Chapitre Final : Joyce Dagen
- 2013 : Avalanche Sharks : Les Dents de la neige : l'infirmière
- 2015 : The Exorcism Of Molly Hartley : Dr Laurie Hawthorne
- 2021 : Assault on VA-33 : Jennifer Hill

### Télévision

#### Séries télévisées
- 2005 : The L Word (2 épisodes) : Twink
- 2005 : Dead Zone (saison 4, épisode 6) : Aubrey Henderson / Chrystal
- 2005 : Supernatural (saison 1, épisode 2) : Haley Collins
- 2005 : Killer Instinct (saison 1, épisode 5) : Angela Wilkins
- 2005 : Réunion : Destins brisés (5 épisodes) : Rachel Scofield
- 2005-2006 : Da Vinci's City Hall (12 épisodes) : Claire
- 2006 : Enquêteur malgré lui (saison 1, épisode 3) : Bethany Cadman
- 2007 : Smallville (saison 7, épisode 14) : Patricia Swann
- 2007-2008 : Flash Gordon (21 épisodes) : Dale Arden
- 2008 : Blood Ties (21 épisodes) : Coreen Fennel
- 2009 : Harper's Island (mini-série) : Shea Allen
- 2009 : Flashpoint (saison 2, épisode 19) : Rachel Stewart
- 2010 : Legend of the Seeker : L'Épée de vérité (saison 2, épisode 7) : Lucinda Amnell
- 2011 : Life Unexpected (épisodes 1x06, 2x01 & 2x13) : Trina Campbell
- 2011-2012 : L'Heure de la peur (épisodes 1x08, 2x13 & 2x14) : Gresilda / Anna Coleman
- 2012 : Fringe (saison 4, épisode 16) : Kate Hicks
- 2012-2013 : Suits : Avocats sur mesure (saison 2, épisode 8 & 14) : Monica Eton
- 2013 : The Listener (saison 4, épisode 10) : Bridget Connoly
- 2014 : Teen Wolf (saison 3, épisode 20 (scène coupée)) : Claudia Stilinski
- 2014 : Les experts (saison 14, épisode 22) : Karen Bishop
- 2015 : Des jours et des vies (épisodes 12548 & 12549) : Paloma

#### Téléfilms
- 2002 : Roughing It : Louise
- 2004 : Le Parfait Amour (Perfect Romance) : l'étudiante nerveuse
- 2006 : Héritage criminel (Murder on Spec) : Diana Coles
- 2009 : La Mort au bout du fil (Messages Deleted) : Millie Councel
- 2010 : Ma vie est un enfer (A Family Thanksgiving) : Jen
- 2011 : Sand Sharks : Les Dents de la plage (Beach Shark) : Amanda Gore
- 2011 : Le Plus Beau des cadeaux (Dear Santa) : Jilian
- 2011 : Un Noël plein d'espoir (Christmas Comes Home to Canaan) : Briony Adair
- 2012 : Jules Verne's Mysterious Island de Mark Sheppard[1]
- 2012 : Le Projet Philadelphia, l'expérience interdite (The Philadelphia Experiment) de Paul Ziller : Katheryn Moore
- 2016 : Les secrets du passé (Secrets in the Attic) : Rachel Davis
- 2016 : Meurtre à la une (Murder Unresolved) : Carmen Campbell
- 2016 : Arrachée à mon enfant (Cradle of Lies) : Heather Ward
- 2017 : Chronique des rendez-vous désastreux (Bad Date Chronicles) : Allison Richards
- 2017 : Cop and a Half : New Recruit : Sarah Foley
- 2018 : Dangereuse infidélité (A Woman's Nightmare) : Stephanie Peterson
- 2018 : Noël entre filles (Christmas on Holly Lane) : Cat
- 2019 : La blessure d'une femme (Stressed to Death) : Maggie
- 2019 : Liaison fatale avec un étudiant (Sleeping with my student) : Kathy
- 2019 : Swipe Right, Run Left : Victoria Montero-Hart
- 2020 : Le rêve brisé de ma fille : l'île du scandale (Kidnapped to the Island) : Michelle